# Pierre Jean Louis de Vismes
Pour les articles homonymes, voir De Vismes.
Pierre-Jean-Louis de Vismes (1772-1826), écuyer, est un haut fonctionnaire français.

## Biographie
Pierre Jean Louis de Vismes grandit dans une famille de petite noblesse en Lorraine où son père avait acheté un petit hôtel particulier, à Nancy, avec son frère Charles.
Il continua ses études dans cette ville et devient capitaine dans l'armée française. Il occupa divers emplois administratifs dont receveur-général de l'armée à Venise. Il fut aussi administrateur du timbre et de la monnaie à Berlin et, dès la Révolution, il dut émigrer en Bavière. Il ne rentra qu'en 1796, et dut modifier son nom de de Vismes en  Devismes, tel que son cousin germain Anne Pierre Jacques de Vismes directeur de l'Opéra. Il suivit Napoléon Bonaparte dès le Consulat et occupa de nouveau des charges administratives importantes.
Il fut durant les Cent-Jours préfet des Côtes-du-Nord.

## Famille
Il est le fils de Joseph-Jacques-Martin écuyer puis chevalier (1741-1795) et de Marie-Françoise Senion. Son père fut maintenu en noblesse en 1771,. Il fut lieutenant-colonel du Régiment royal d'artillerie de Strasbourg et gouverneur de la place frontière de Bitche. 
Le père de Pierre Jean Louis fut choisi par le roi Louis XV pour remplir une mission militaire auprès de l'Électeur de Bavière, il devint commandeur de l'Ordre de Saint-Louis.
Son grand-père Pierre Martin, chevalier de Vismes, fut conseiller-secrétaire du roi de 1757 à 1777 et fermier général. Son arrière-grand-père Pierre, écuyer, fut avocat du roi et lieutenant de cavalerie.

## Armoiries

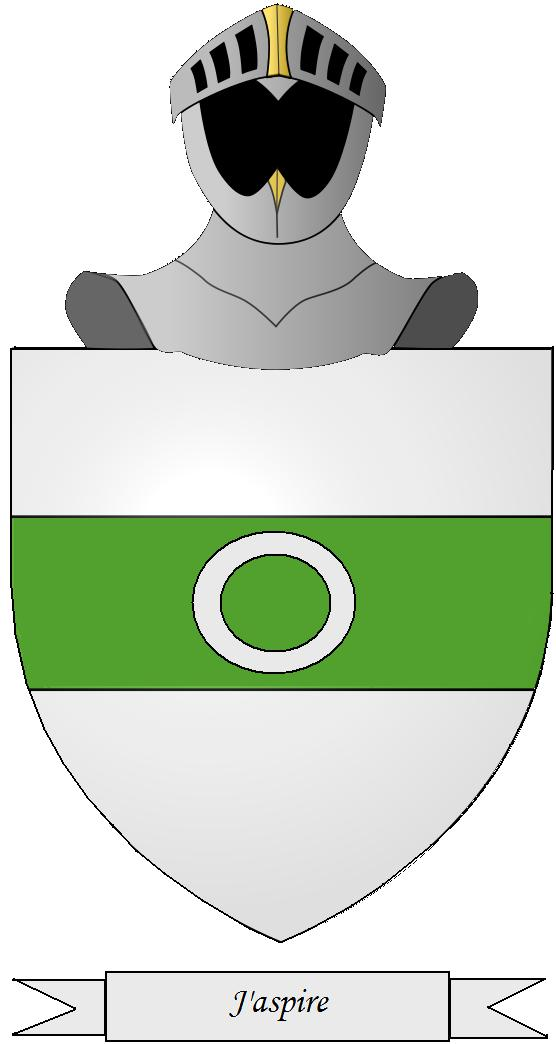

- d'Argent à la fasce de sinople chargée d'un anneau (ou agneau selon d'Hozier) du dernier[8],[9].
- Devise: J'aspire.
- Heaume d'écuyer

Ou
- Ecartelé au Ier et au IIe d'Argent à la fasce de sinople chargée d'un anneau du dernier au IIIème et IVème d'argent au chevron de gueule chargé en chef de deux étoile d'or et en pointe d'une cep de vigne au naturel[3].

## Distinction
- Chevalier de la Légion d'honneur[1],[3]